# Ebe (nome)
Ebe  è un nome proprio di persona italiano femminile.

## Varianti
- Maschili: Ebo[3]

### Varianti in altre lingue
- Catalano: Hebe[5]
- Ceco: Hébé
- Croato: Heba
- Francese: Hébé
- Greco antico: Ἡβη (Hebe)[6]
- Greco moderno: Ήβη (Īvī)
- Latino: Hebe[3]
- Polacco: Hebe
- Spagnolo: Hebe[5]
- Ungherese: Hébé

## Origine e diffusione

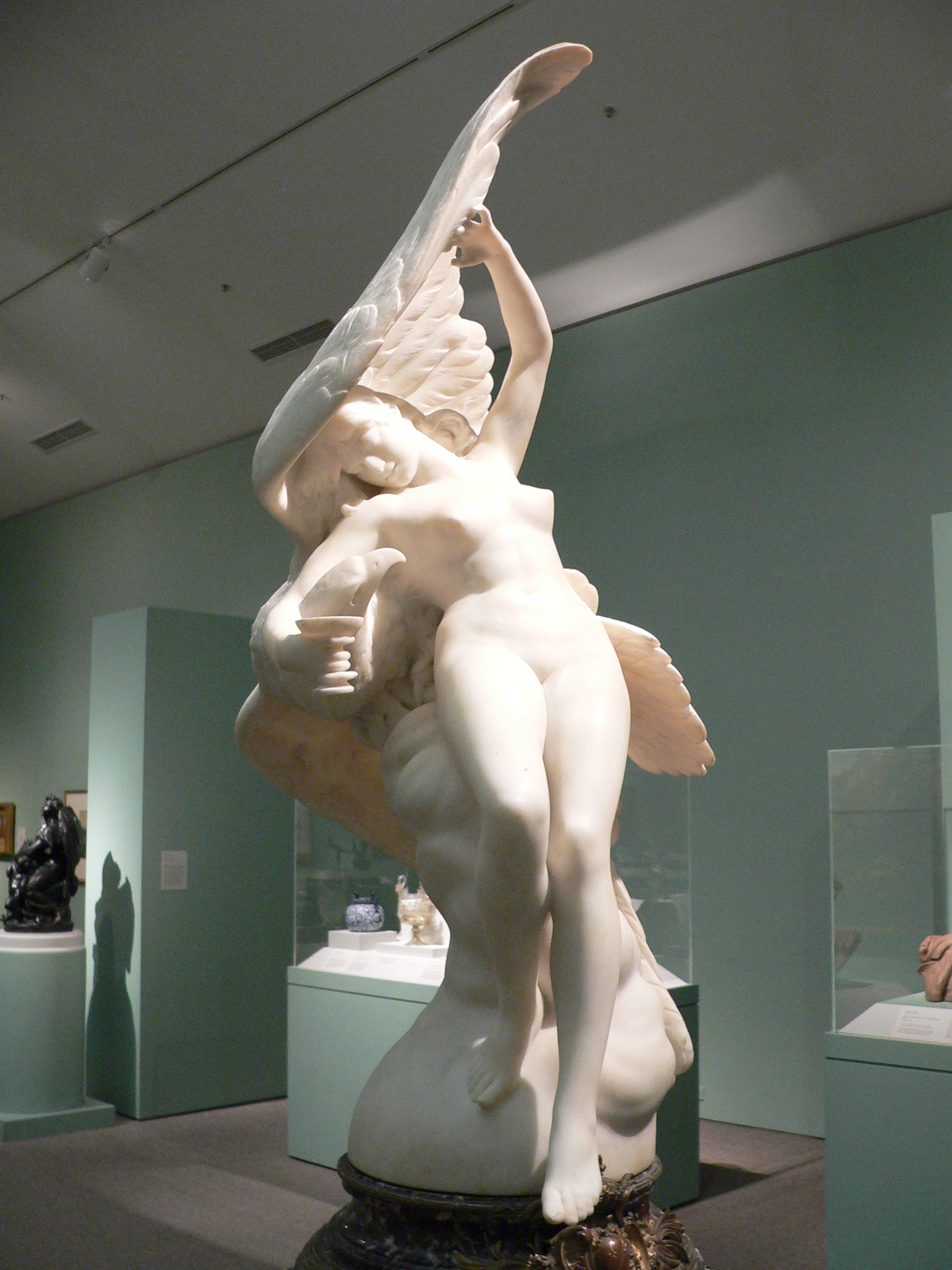
Hebe coelestis, di Jean Coulon

Deriva dal greco ἡβη (hebe), che vuol dire "giovinezza", "gioventù" (o "giovane"), un significato analogo a quello dei nomi Owen, Giunone e Giovenale.
Si tratta di un nome di matrice classica, ripreso a partire dal Rinascimento da quello di Ebe, la coppiera degli dei nella mitologia greca, personificazione della giovinezza, figlia di Zeus e di Era.
In Italia il nome è piuttosto utilizzato, ed è presente al Nord e al Centro; è attestata anche una forma maschile, "Ebo", dalla diffusione però irrisoria e limitata all'Emilia-Romagna.

## Onomastico
L'onomastico si festeggia il 1º novembre, per la ricorrenza di Tutti i Santi, in quanto Ebe non è portato da alcuna santa ed è quindi adespota.

## Persone

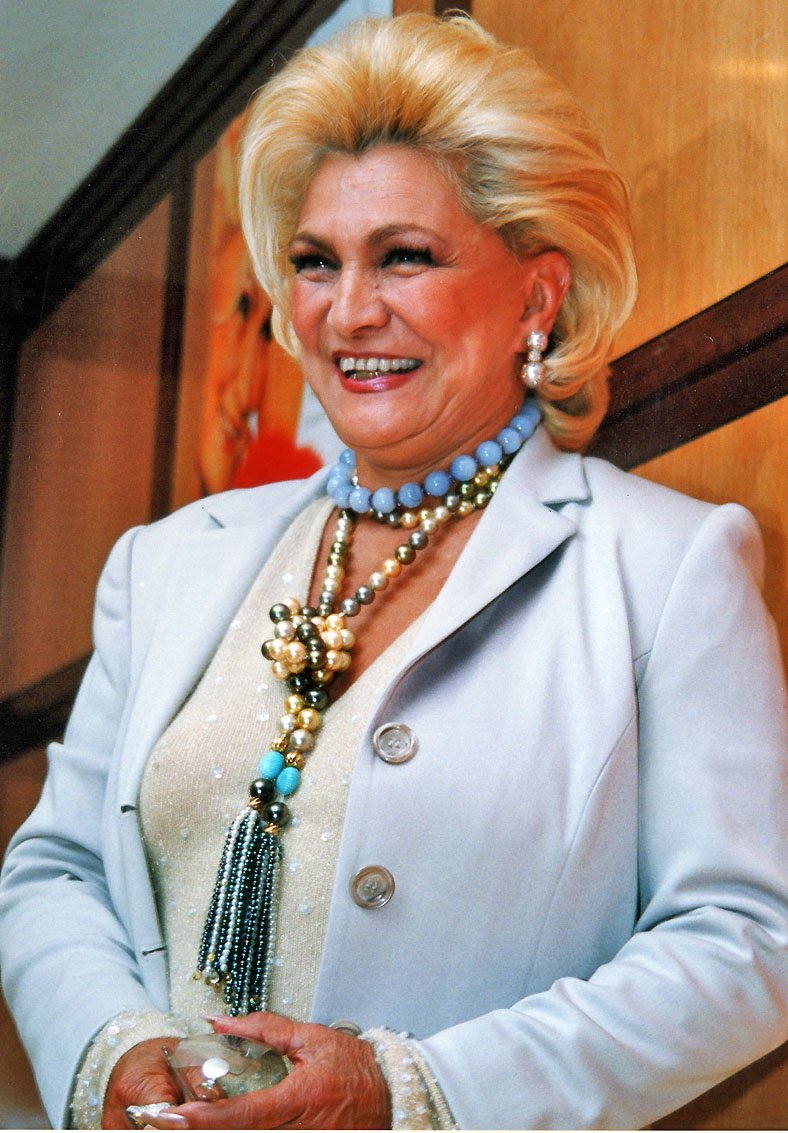
Hebe Camargo

- Ebe De Paulis, cantante e attrice italiana
- Gigliola Ebe Giorgini, nota come "Mamma Ebe", mistica e criminale italiana
- Ebe Poli, pittrice italiana
- Ebe Stignani, mezzosoprano italiano
- Ebe Treves, cantante lirica italiana

### Varianti
- Īvī Adamou, cantante cipriota
- Hebe Camargo, conduttrice televisiva, attrice e cantante brasiliana
- Hebe de Bonafini, attivista argentina
- Hebe Tien, cantante taiwanese
- Hebe Uhart, scrittrice argentina